# Botrytis tulipae
Botrytis tulipae är en svampart som först beskrevs av Marie Anne Libert, och fick sitt nu gällande namn av Lind 1913. Botrytis tulipae ingår i släktet Botrytis och familjen Sclerotiniaceae.   Inga underarter finns listade i Catalogue of Life.